# ∂
O caractere ∂ (elemento html: &#8706; ou &part;, unicode: U+2202) ou {\displaystyle \partial {}} é um d estilizado, utilizado principalmente como símbolo matemático para denotar a derivada parcial, tal como  {\displaystyle {\frac {\partial z}{\partial x}}} (lê-se como "a derivada parcial de z com relação à x" ou "del z sobre del x"). O símbolo foi originalmente introduzido por Legendre em 1786, mas só ganhou popularidade após ser usada por Jacobi em 1841.
∂ é também utilizada para denotar o seguinte:
- O Jacobiano, {\displaystyle {\frac {\partial (x,y,z)}{\partial (u,v,w)}}}.
- A fronteira de um conjunto em topologia.
- O operador fronteira em um complexo de cadeia em álgebra homológica.
- O operador fronteira de uma álgebra diferencial graduada.
- O operador de Dolbeault em formas diferenciais complexas.

O símbolo também costuma ser referido como "del",  "de parcial" e "derrond" (este último do francês, "dê redondo").,